# Raymondville (Texas)
Raymondville é uma cidade localizada no estado norte-americano de Texas, no Condado de Willacy.

## Demografia
Segundo o censo norte-americano de 2000,  sua população era de 9733 habitantes.
Em 2006, foi estimada uma população de 9574, um decréscimo de 159 (-1.6%).

## Geografia
De acordo com o United States Census Bureau, Raymondville tem uma área de 9,8 km², dos quais 9,8 km² cobertos por terra e 0,0 km² cobertos por água. Raymondville localiza-se a aproximadamente 11 m acima do nível do mar.

## Localidades na vizinhança
O diagrama seguinte representa as localidades num raio de 12 km ao redor de Raymondville.